# Albano di Lucania
Albano di Lucania är en ort och kommun i provinsen Potenza i regionen Basilicata i Italien. Kommunen hade 1 409 invånare (2017).